# كلية سبيرز للأعمال

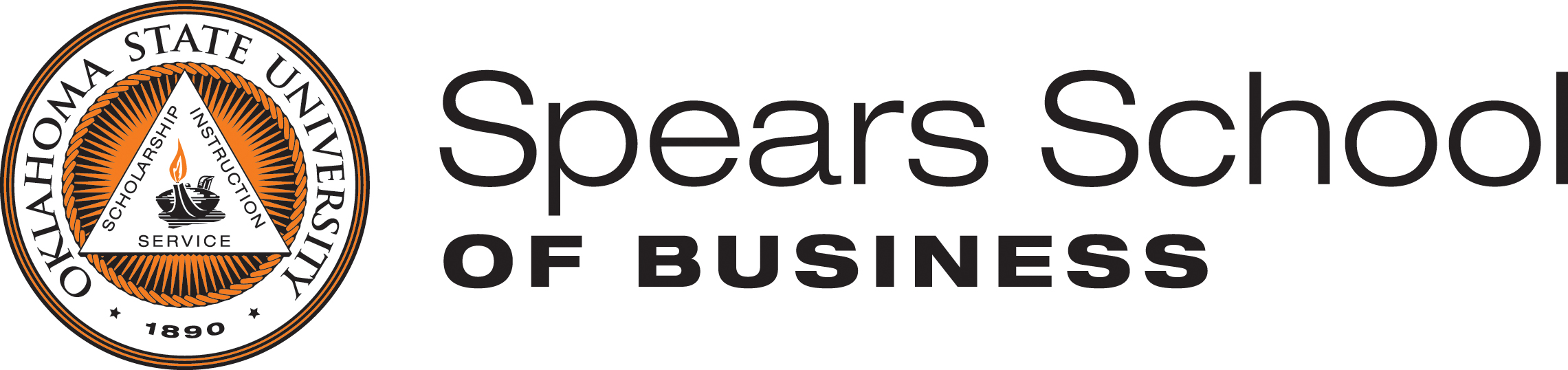
شعار المدرسة

كلية سبيرز للأعمال (بالإنجليزية: Spears School of Business) هي كلية الأعمال في جامعة ولاية أوكلاهوما. تقع سبيرز للأعمال في ستيلووتر، أوكلا، وتتكون من ثمانية أقسام أكاديمية تضم أكثر من 100 متخصص تعليمي في مجال الأعمال. حوالي 4000 طالب جامعي يتابعون 15 مجالًا دراسيًا وحوالي 800 طالب دراسات عليا يدرسون في سبعة برامج مختلفة لشهادة الماجستير. تقدم سبيرز للأعمال أيضًا العديد من شهادات الدكتوراه. بما في ذلك إدارة الأعمال والاقتصاد والدكتوراة. والأعمال التجارية للمديرين التنفيذيين.
البرامج الأكاديمية في كلية سبيرز معتمدة من قِبل جمعية تطوير كليات إدارة الأعمال منذ عام 1958.
جامعة ولاية أوكلاهوما هي جامعة شاملة ذات مهام تعليمية وبحثية وتوعية. تتكون جامعة ولاية أوهايو من أربعة أحرام جامعية وبرامج تعليمية ومساعدة مكثفة خارج الحرم الجامعي. يتجاوز التسجيل المشترك لهذه المواقع 28000 طالب. يبلغ عدد الطلاب في حرم ستيلووتر أكثر من 20000 طالب وكلية بدوام كامل لأكثر من 900 طالب. سبعة في المائة من الالتحاق بالجامعة و 17 في المائة من الخريجين تأتي من أكثر من 90 دولة أجنبية.

## التاريخ

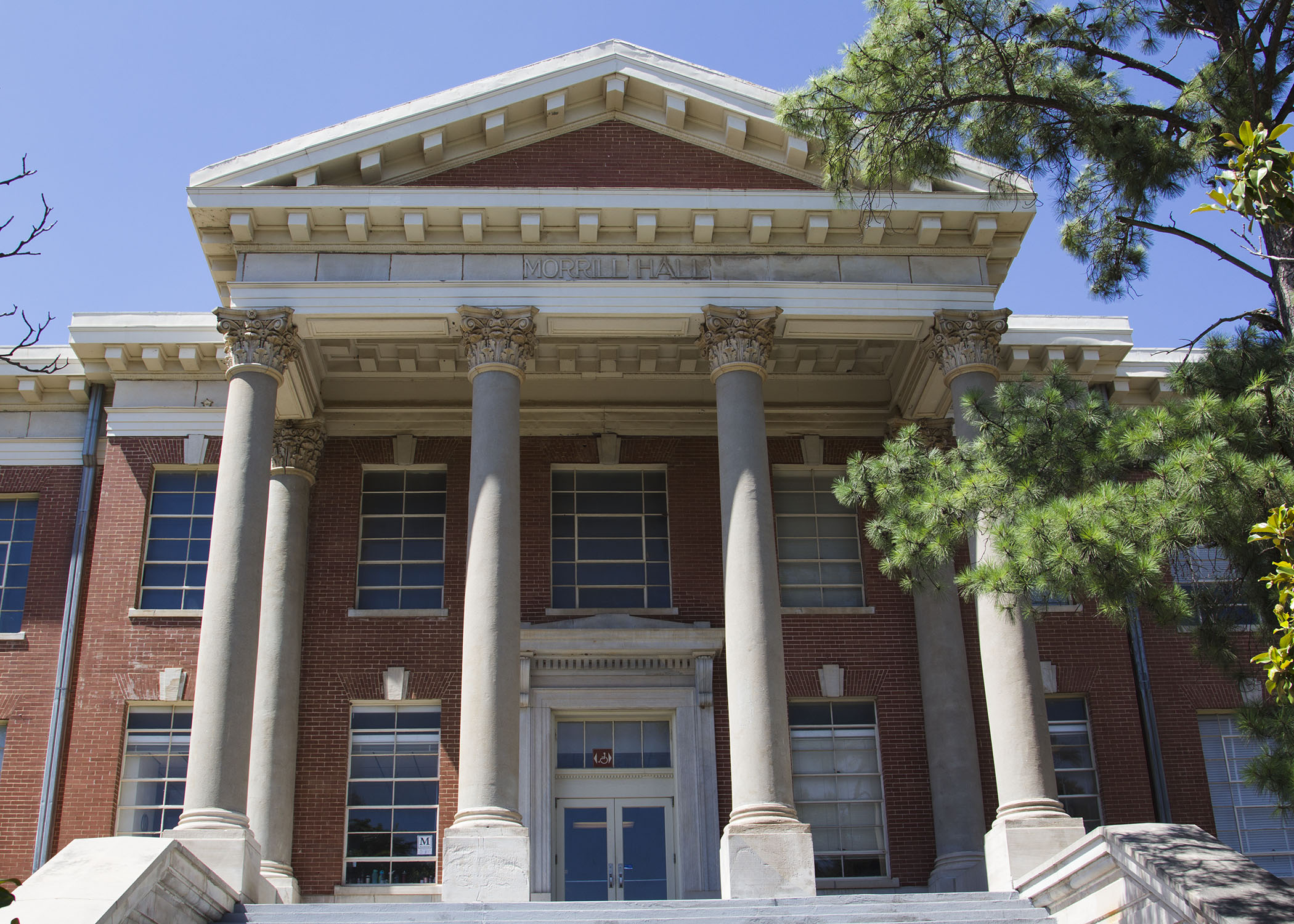
قاعة موريل

جورجينا م. هولت. جاء هولت إلى الكلية في عام 1898 لتدريس الاختزال والطباعة. استقال هولت من الكلية في عام 1903 للزواج من الدكتورة لوري ليمان لويس، الذي كان لها دور أساسي في تأسيس كلية التجارة والتسويق في عام 1914 كأول قسم للتسويق تم إنشاؤه في البلاد. خلال عامها الأول، كان هناك 37 طالبًا مسجلاً في المدرسة ثم ارتفعت إلى 164 طالبًا في عامين فقط.
في عام 1915، تم تعيين الأستاذ مورهاوس كأول عميد. في عام 1916، انضم ويلارد رود إلى الكلية، حيث عمل كرئيس قسم من 1920-1945. فاز بالكأس في مسابقة سنوية عن فن الخط المختصر الذي ترعاه شركة جريج للنشر مرات عديدة لدرجة أن الشركة اضطرت إلى سحب الكأس إلى رود. كان ذلك خلال عام 1916 عندما تم منح شهادة البكالوريوس والماجستير الأولى.
بحلول عام 1921 نما التسجيل إلى 365. كما قامت المدرسة بتوسيع الدورات التي تقدمها على أساس الجوانب الأربعة للأعمال: الإنتاج والتسويق والتمويل والمحاسبة.
في عام 1922، سجلت كلية التجارة والتسويق أكبر تسجيل لأي من المدارس الست في الحرم الجامعي، وحصلت على أول مبنى رسمي لها، يسمى مبنى الهندسة القديم.
أصبحت مدرسة التجارة والتسويق تعرف باسم مدرسة التجارة في عام 1924. في عام 1925، تمت ترقية مدرسة التجارة إلى قاعة موريل. بني في عام 1906، وهو المبنى الفخم الذي لا يزال قائماً في الحرم الجامعي اليوم.
في عام 1929، تم اختيار ريمون دوتي توماس كعميد لمدرسة التجارة. طور توماس ثورة في الكلية، وتم تسمية جائزة المدرسة الأكثر طلبًا للطلاب الجامعيين في النهاية باسمه. تقاعد في عام 1957 بعد 28 عامًا، وهي أطول فترة عمل لأي عميد في سبيرز للأعمال.
أصبحت كلية التجارة شعبة التجارة عام 1939. ثم، مع نهاية الحرب العالمية الثانية عام 1945، ازداد التسجيل في كلية التجارة بشكل كبير مع عودة الجنود إلى منازلهم. بلغ التسجيل 2000 بحلول عام 1947.
تم إنشاء ملحق الأعمال في عام 1953 مع وضع هاري كانوب كمدير. واليوم، يُعرف هذا باسم مركز التطوير التنفيذي والمهني، وهو الجزء الممتد من سبيرز للأعمال.
في عام 1955، أصبحت شعبة التجارة هي شعبة الأعمال وفي عام 1957 استبدل يوجين سويرينجين ريمون توماس كعميد. بعد مرور عام، أصبح قسم الأعمال كلية الأعمال.
دكتوراه. برنامج في الاقتصاد هو أول برنامج دكتوراه في كلية إدارة الأعمال عام 1960. الطلاب الثلاثة الأوائل في البرنامج هم ريتشارد دبليو بول، داك وو نام، وروبرت ل. ساندميير.
في 9 ديسمبر 1960، بدأت المدرسة في بناء مبنى جديد حيث احتفلت بالذكرى الخمسين لتعليم إدارة الأعمال. افتتح المبنى في خريف عام 1966.
أصبح ريتشارد دبليو بول عميدًا في عام 1965 وفي عام 1969 أصبحت كلية الأعمال تعرف باسم كلية إدارة الأعمال. استقال بول في عام 1972 ليصبح نائب رئيس العلاقات الجامعية والتطوير. يصبح روبرت ساندميير عميدًا.
في عام 1982، بلغ التسجيل ذروته مع أكثر من 5000 طالب جامعي بدوام كامل. أعضاء هيئة التدريس بدوام كامل يصل إلى أعلى أعداده على الإطلاق مع 133 عضوا.
بعد تحقيق مهمتها كجامعة منح الأراضي للتدريس والبحث والتوسع في المجتمع والعالم، تبدأ كلية إدارة الأعمال ومكتب الإرشاد التجاري سلسلة منتديات تولسا التجارية في عام 1987. بعد ذلك بعامين، توسع البرنامج إلى أوكلاهوما سيتي مع إحاطات الإدارة التنفيذية.

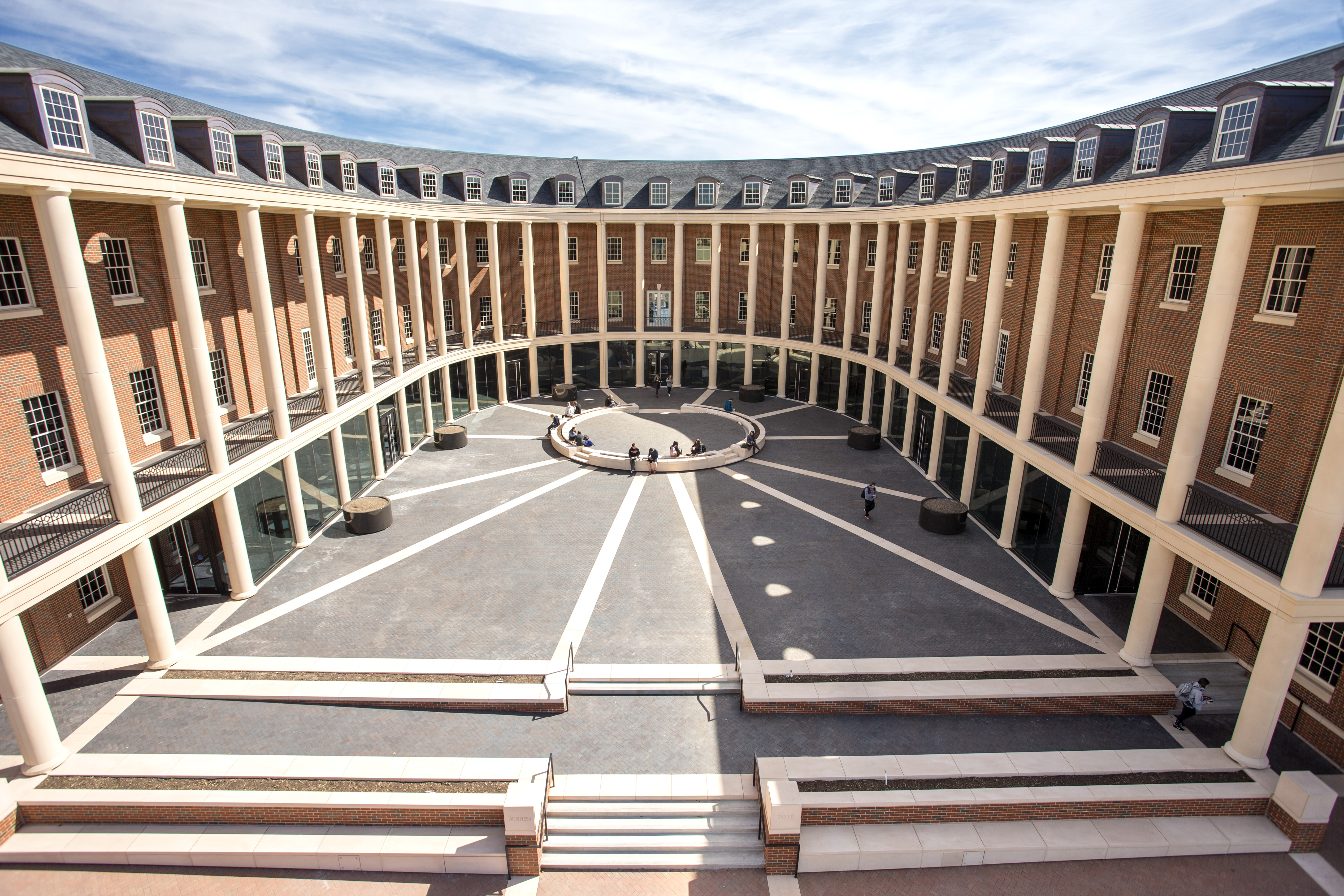
مبنى جديد لمدرسة سبيرز للأعمال

في عام 1995، أصبح غاري ترينيبول عميدًا لكلية إدارة الأعمال، وعمل حتى عام 1999 عندما طُلب منه أن يصبح رئيسًا للحرم الجامعي الذي تم إنشاؤه حديثًا في جامعة تولسا.
وأخيرًا، في عام 2004، أعيدت تسمية كلية إدارة الأعمال إلى مدرسة ويليامز سبيرز للأعمال. اليوم، تُعرف الكلية باسم كلية سبيرز للأعمال.
تم منح 1031 شهادة قياسية في تمارين البدء في عام 2012. كان أربعة طلاب في أول دفعة تخرج من كلية التجارة والتسويق في عام 1916، وتخرج المدرسة الطلاب كل عام منذ ذلك الحين.
في 5 مايو 2014، تم وضع كين إيستمان عميدًا لكلية سبيرز للأعمال بعد البحث الوطني. قام إيستمان بالتدريس في كلية الأعمال منذ عام 1989، حيث عمل كأستاذ مساعد (1989-1995)، وأستاذ مشارك (1995-2014)، ومدير برنامج ماجستير إدارة الأعمال (1999-2003)، ورئيس قسم بالإنابة (2002-2003)، ورئيسا لقسم الإدارة (2003-2014).
في 5 سبتمبر، بالإضافة إلى الاحتفال بمرور 100 عام على إدارة الأعمال في جامعة ولاية أوهايو، أقامت مدرسة سبيرز احتفالًا رائدًا لمبنى تجاري جديد سيتم بناؤه شمال المبنى الحالي مباشرةً.
افتتح المبنى الجديد لكلية سبيرز للأعمال لفصوله الأولى في بداية فصل الربيع 2018. يحتوي المبنى على 13 فصلاً دراسيًا متطورًا، وقاعة محاضرات بسعة 150 مقعدًا، وتسعة غرف لفريق الطلاب، وثمانية غرف استراحة للطلاب وأعضاء هيئة التدريس جنبًا إلى جنب مع وسائل الراحة الأخرى التي ستسهل الأساس لبرامج أقوى وتوظيف أكثر فعالية لكبار الطلاب. في 13 أبريل 2018، تم تخصيص الدار الجديد لكلية سبيرز للأعمال مع احتفال تم تسليط الضوء عليه من خلال خطابات رئيس أوشو بورنز هارجيس ودين كين ايستمان وأوشو الشب راند إليوت. تبلغ تكلفة المنشأة التي تبلغ قيمتها 72 مليون دولار و 147,500 قدم مربع أكبر بنسبة 49 في المائة من المبنى القديم والمشاريع كمبنى لمدة 100 عام.

## الترتيب
تعد كلية سبيرز للأعمال في جامعة اوكلاهوما واحدة من أفضل كلية إدارة الأعمال الجامعية في عام 2017، والتي تعد من بين 10 ٪ إلى 15 ٪ من المؤسسات المعتمدة، وفقًا للشعراء.
عرض جميع تصنيفات سبيرز للأعمال هنا .

## الاعتماد الاكاديمي
منذ عام 1958، تم اعتماد جميع البرامج الأكاديمية في كلية سبيرز للأعمال من قبل AACSB International .

## برامج البكالوريوس
- محاسبة
- الاقتصاد والدراسات القانونية
- ريادة الأعمال
- المالية
- أعمال عامة
- أعمال عالمية
- إدارة
- العلوم ونظم المعلومات
- تسويق
- إدارة الضيافة والسياحة

## برامج الماجستير
- إدارة الأعمال (MBA)
- محاسبة
- اقتصاديات
- ريادة الأعمال
- نظم المعلومات الإدارية (MSMIS)
- الاقتصاد المالي الكمي (MSQFE)
- إدارة الاتصالات (MSTM)
- ماجستير في إدارة الأعمال / MSTM درجة مزدوجة

## برامج الشهادة
- تعدين بيانات SAS و OSU
- تعدين بيانات الأعمال
- تأمين المعلومات
- SAS وتحليلات التسويق

## برامج الدكتوراه
- دكتوراه في إدارة الأعمال
- دكتوراه في المحاسبة
- دكتوراه في ريادة الأعمال
- دكتوراه في المالية
- دكتوراه في الإدارة
- دكتوراه في نظم المعلومات الإدارية
- دكتوراه في التسويق
- دكتوراه في الاقتصاد
- دكتوراه في الأعمال التجارية للمديرين التنفيذيين

## المعاهد والمراكز
- مركز البحوث الاقتصادية التطبيقية (CAER)
- مركز التنمية التنفيذية والمهنية (CEPD)
- مركز تسويق الخدمات الاجتماعية (CSSM)
- مركز الاتصالات وأمن الشبكات (CTANS)
- معهد البحوث في خدمات المعلومات (IRIS)
- مركز Riata لريادة الأعمال

## روابط خارجية
- مدرسة سبيرز للأعمال
- جامعة ولاية أوكلاهوما